# Michael Wright (bàsquet)
Michael Wright (Chicago, Illinois, 7 de gener de 1980-Brooklyn - Nova York, 10 de novembre de 2015) va ser un jugador de bàsquet estatunidenc. Amb 2,03 m d'alçada, el seu lloc natural en la pista era el d'aler pivot.
Milità als següents equips:
- Universitat d'Arizona (1998―2001)
- Śląsk Wrocław (2001―2002)
- CB Granada (2002―2003)
- Hapoel Tel Aviv (2003―2004)
- ALBA Berlín (2004―2005)
- Besiktas (2005―2006)
- Jeonju KCC Egis (2006)
- EB Pau Orthez (2006―2007)
- Türk Telekom BK (2007―2009)
- Turów Zgorzelec (2009―10)
- Medical Park Trabzonspor (2010―2011)
- Türk Telekom BK (2011―2012)
- Mersin Büyükşehir Belediyesi SK (2012―2014)
- Cholet Basket (2015)